# 豊田町 (山口県)
豊田町（とよたちょう）は、かつて山口県に存在していた町。豊浦郡に属した。2005年に旧・下関市等と合併して下関市となり、現在は下関市豊田町である。

## 地理

### 隣接している自治体
- 美祢市
- 長門市
- 大津郡油谷町

## 歴史
- 1954年（昭和29年）10月1日 - 西市町・殿居村・豊田中村・豊田下村が合併して発足。
- 2005年（平成17年）2月13日 - 下関市・菊川町・豊浦町・豊北町が合併し、改めて下関市が発足。同日豊田町廃止。

## 産業
山間部のため主として農業と林業。特産品は梨である。また、石柱渓や豊田湖でのワカサギ釣りなどの観光業もある。
1950年代までは、町内に正安炭鉱が存在したが、 1954年（昭和29年）7月4日に大雨のために浸水、7人が生き埋めとなる事故が発生している。

## 交通

### 鉄道
廃止時点ではなし。1956年までは、長門鉄道が町内を通っていた。

### 道路
- 一般国道
  - 国道435号
  - 国道491号
- 主要地方道
  - 山口県道34号下関長門線
  - 山口県道38号美祢油谷線
  - 山口県道65号山陽豊田線
- 一般県道
  - 山口県道262号豊浦豊田線
  - 山口県道266号日野吉田線
  - 山口県道267号中ノ川於福停車場線
  - 山口県道268号豊田三隅線
  - 山口県道269号豊田粟野港線
  - 山口県道319号大河内地吉線
  - 山口県道327号狗留孫山公園線

### バス
- サンデン交通
  - 下関市 - 豊田町 - 長門市
  - 下関市 - 豊田町 - 美祢市豊田前町麻生
- ブルーライン交通
  - 美祢市～豊田町
  - 豊北町～豊田町

### タクシー
- 富士第一交通西市営業所

豊田タクシー有限会社

## 主要施設
- 道の駅蛍街道西ノ市
- 豊田ホタルの里ミュージアム
- 木屋川
- 石柱渓（国指定名勝・天然記念物）
- 狗留孫山
- 一の俣温泉
- 旧殿居郵便局（県指定文化財）
- 神上寺
- 華山